# Myleus
Myleus é um gênero de pacus da família Characidae.

## Espécies
- Myleus altipinnis (Valenciennes, 1850)
- Myleus knerii (Steindachner, 1881)
- Myleus micans (Lütken, 1875)
- Myleus pacu (Jardine, 1841)
- Myleus setiger J. P. Müller & Troschel, 1844